# Accords d'accordéon
Accords d'accordéon était une émission télévision française du divertissement sur l'accordéon, diffusé chaque samedi en tout début d'après-midi de 1967 a 1971. L'émission était produite par Henri-Jacques Dupuy et réalisée par Roger de Fontaine.